# Heldenberg
Heldenberg est une commune de 1212 habitants (01/01/2010) située à 53 km au nord-ouest de Vienne en Basse-Autriche dans le Weinviertel (le quartier du vin). Elle se trouve dans la vallée de la Schmida, un affluent du Danube. 27 % du territoire de la commune est couvert de forêt. La commune a été formée par la réunion des villages de Glaubendorf, Großwetzdorf, Kleinwetzdorf, Oberthern et Unterthern. Elle a pris le nom de Heldenberg (la montagne des héros) lors de sa fondation en référence au mémorial du même nom qui se trouve à Kleinwetzdorf.

## Heldenberg (Groß/Kleinwetzdorf)
Le château de Wetzdorf date du milieu du XVIe siècle. Il est acheté en 1832 par Joseph Gottfried Pargfrieder, un fournisseur de l´armée. Il transforma le parc du château en un jardin anglais et fit construire le mémorial de Heldenberg sur le modèle de la Walhalla en l´honneur des empereurs d'Autriche et des dirigeants de son armée à partir de 1842. Le monument contient 169 bustes et statues (les Habsbourg, le Prince-Eugène, Daun, Laudon, Donat Johann Comte Heissler de Heitersheim … ainsi que des participants aux campagnes de 1848 en Italie et en Hongrie). Les maréchaux Radetzky et von Wimpffen y sont enterrés à côté de Pargfrieder. 
En juillet et en août, les chevaux de l´école espagnole de Vienne sont logés dans les étables du château et se promènent dans la forêt.

## Glaubendorf
Les restes de deux fossés circulaires datant du Néolithique ont été localisés. Ils datent de 5000 av. J.-C. de la fin du Rubané et du début du Lengyel. Le site de Glaubendorf 1 consiste en deux fossés concentriques. Le site de Glaubendorf 2 comprend trois fossés de 71, 90 et 109 m de diamètre entourant une palissade circulaire de 50 m de diamètre trouée par deux portes. Six ponts en terre permettaient de traverser les fossés. En 2005, lors de l´exposition du Land de Basse-Autriche, l´installation a été reconstruite près du mémorial de Heldenberg. Le site de Glaubendorf 2 peut être visité.  